# AK (nhóm nhạc)
AK là một nhóm nhạc nam của Đài Loan nối gót bước chân của Phi Luân Hải và Bổng Bổng Đường. Nhóm đã ghi dấu vào cuộc chiến giữa các nhóm nhạc thần tượng vào ngày 4 tháng 12 năm 2009 với hai thành viên Trần Dịch và Thẩm Kiến Hoành. Tên gọi của nhóm là sự kết hợp của chữ cái đầu trong tên tiếng Anh của hai thành viên, và nó còn đại diện cho quân át trong một cỗ thẻ bài, với hi vọng rằng nó sẽ dự báo trước cho thành công của họ để trở thành vua của tất cả các nhóm nhạc thần tượng.
Quá trình hình thành nhóm nhạc AK mất hơn 6 năm với rất nhiều thay đổi và bước ngoặt. Nhà quản lý Ben từng muốn xếp họ vào chung một nhóm từ 6 năm trước và họ cũng từng chụp ảnh quảng bá cùng nhau. Thế nhưng thời gian đó Trần Dịch vừa mới trở về từ Canada và anh còn có hợp đồng bằng miệng với Lee Ya-Ming, nên kế hoạch của Ben bị hủy bỏ. Sau đó, hợp đồng của Trần Dịch kết thúc vào tháng 3 và anh đã gia nhập công ty Bravo Entertainment (Giải trí Đương Nhiên). Thẩm Kiến Hoành cũng kết thúc hợp đồng với công ty Dorian trong tháng 11 và cùng gia nhập Bravo Ent.
Hai thành viên đã tập luyện chăm chỉ hơn nửa năm trước cho sự ra mắt nhóm nhạc mới của họ. Trần Dịch ban đầu ra mắt trong một ban nhạc và quen với việc chơi nhiều nhạc cụ, trong khi đó chuyên môn, sở trường của Thẩm Kiến Hoành là nhảy. Để thêm những tia sáng mới cho AK, Trần Dịch đã luyện tập những bài nhảy vũ đạo và Thẩm Kiến Hoành tập tành chơi piano. Sau nửa năm luyện tập chăm chỉ, AK đã đại diện cho một nhóm nhạc thần tượng mà có thể nhảy lẫn chơi nhạc cụ như một ban nhạc.

## Thành viên
| Nghệ danh | Nghệ danh | Tên khai sinh     | Tên khai sinh | Ngày sinh         | Nhóm máu | Chòm sao   | Chiều cao |
| Tiếng Anh | Tiếng Hoa | Phiên âm Hán-Việt | Chữ Hán       | Ngày sinh         | Nhóm máu | Chòm sao   | Chiều cao |
| --------- | --------- | ----------------- | ------------- | ----------------- | -------- | ---------- | --------- |
| Andy Chen | 陳奕      | Trần Dịch         | 陳奕          | 16 tháng 10, 1986 | AB       | Thiên Bình | 178 cm    |
| Kris Shen | 沈建宏    | Thẩm Kiến Hoành   | 沈建宏        | 9 tháng 11, 1992  | A        | Bọ Cạp     | 174 cm    |

## Danh sách đĩa nhạc

### Đĩa đơn
| Đĩa đơn                  | Ngày phát hành     | Hãng thu âm | Danh sách bài hát                                                                 |
| ------------------------ | ------------------ | ----------- | --------------------------------------------------------------------------------- |
| Bruce Lee (Lý Tiểu Long) | 1 tháng 9 năm 2011 |             | 1. Lý Tiểu Long (李小龍 Li Xiǎolóng; Bruce Lee) 2. Shuō Nǎi Yě Ài Wǒ (說妳也愛我) |

### Album phòng thu
| Album | Ngày phát hành     | Hãng thu âm         | Danh sách bài hát | Chú thích |
| ----- | ------------------ | ------------------- | --- | --- |
| WOW!! | 3 tháng 5 năm 2010 | Bravo Entertainment | 1. WOW 2. Yī Miǎo Zhōng (一秒鐘; One Second Clock) 3. Chǎng Tóufà (長頭髮; Long Hair) 4. Zhǔnbèihǎo Le Méi (準備好了沒; Aren't Prepared) 5. Jiǎotàchē (腳踏車; Bicycle) 6. HELP 7. Ài Wǒ Ma (愛我嗎; Love Me?) 8. Zhái Jí Biàn (宅急變; Home Quickly Changes) 9. Liàn'ài Wángguó (戀愛王國; Love Realm) 10. Hǎo Xiǎng Zài Duì Nǐ Shuō (好想再對你說; Miss Talking to You Again) | WOW!! là album ra mắt của AK, đi kèm với một bộ sách ảnh 32 trang cũng như một chiếc bìa đĩa 3D có thể chuyển đổi được. Album đi kèm với ba bìa đĩa khác có thể hoán đổi cho nhau. |

### Mini-album
| Album     | Ngày phát hành     | Hãng thu âm | Danh sách bài hát | Chú thích                                         |
| --------- | ------------------ | ----------- | --- | ------------------------------------------------- |
| Gentleman | 4 tháng 4 năm 2013 |             | 1. Gentleman 2. Jiū Mī (啾咪) 3. Yùjiàn Xìngfú (遇見幸福; Encounter Happiness) 4. Shuō Nǐ Yě Ài Wǒ (說你也愛我; Say You Love Me Too) 5. Li Xiǎolóng (李小龍; Bruce Lee) | GENTLEMAN là mini-album đầu tiên do AK phát hành. |